# Kleincomputer KC 85/2-4

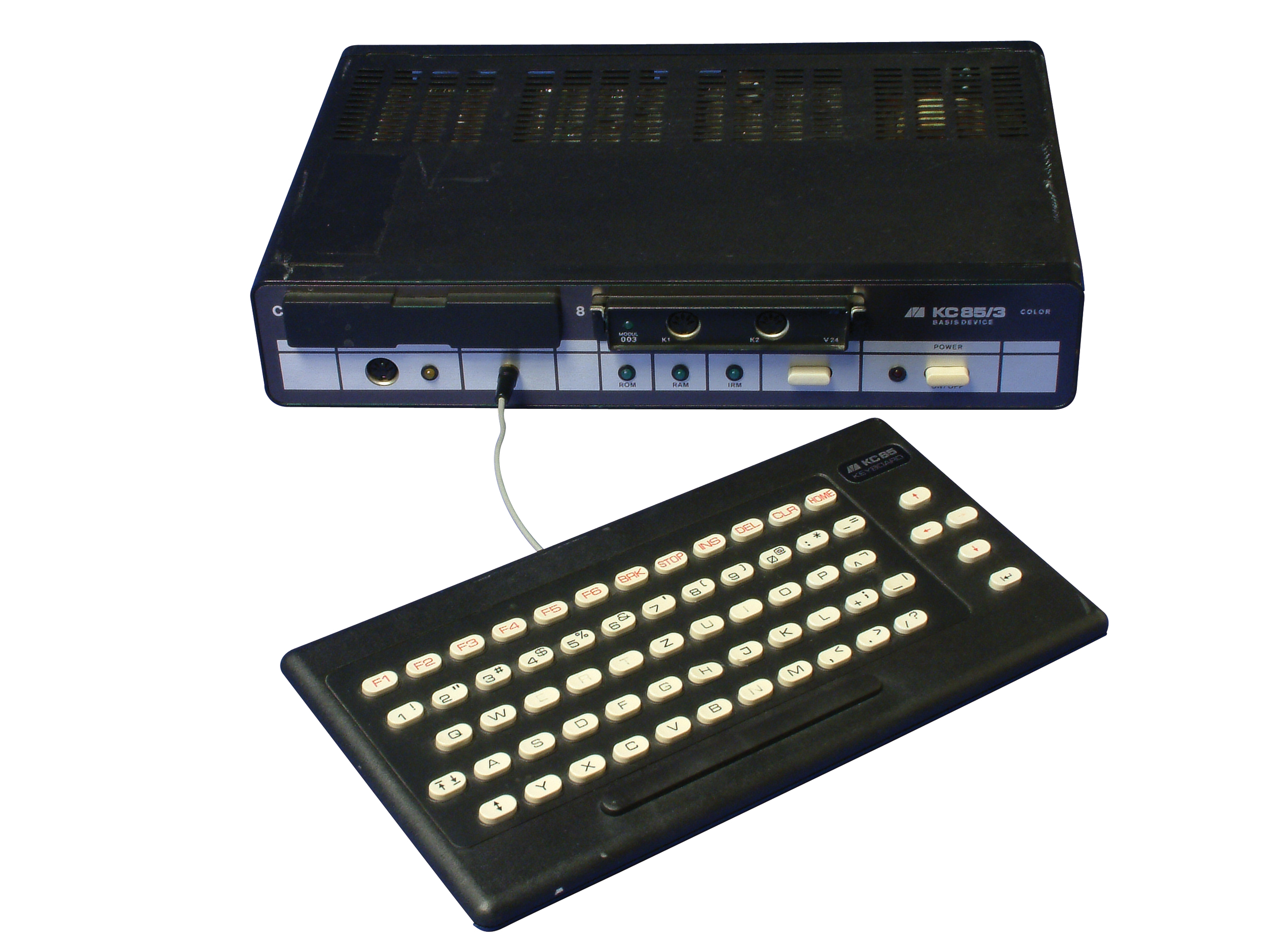
KC 85/3

HC 900, KC 85/2, KC 85/3 und KC 85/4 sind untereinander kompatible Heimcomputer, die vom VEB Mikroelektronik „Wilhelm Pieck“ Mühlhausen in der DDR von 1984 bis 1988 hergestellt wurden. Sie basieren auf dem Mikroprozessor U880, der ebenfalls aus der DDR stammte. Mit dem „Heimcomputer 900“ zunächst nur für den Hobby- und Privatbereich konzipiert und produziert, fanden die Geräte wegen planwirtschaftlicher Vorgaben ab 1985 vor allem im DDR-Bildungssystem – dann aber als „Kleincomputer“ mit der Abkürzung „KC“ – in unterschiedlichen Revisionen Verwendung.

## Geschichte
Im Jahr 1984 wurden in der DDR zwei Heimcomputer auf Basis des 8-Bit-Mikroprozessors U880 (Z80) vorgestellt:
- Z 9001 wurde entwickelt im VEB Robotron-Meßelektronik „Otto Schön“ Dresden und
- HC 900 wurde entwickelt im VEB Mikroelektronik Mühlhausen. Diese Entwicklung wurde von Werner Domschke vorangetrieben und war keine durch die DDR-Regierung abgedeckte Entwicklung. Trotz einiger Schwächen führte die Entwicklung zu einigen Verstimmungen bei Robotron, da dieser Computer in seiner Grundausstattung vollgrafikfähig war.

Die 1985 erfolgten Umbenennungen von Z 9001 in KC 85/1 sowie von HC 900 in KC 85/2 erfolgte aufgrund der Änderung des Anwendungszwecks, denn die KCs sollten nicht als Heimcomputer eingesetzt werden, sondern als Kleincomputer in Schulen und anderen Ausbildungseinrichtungen.

## Hardware

### Grundgerät

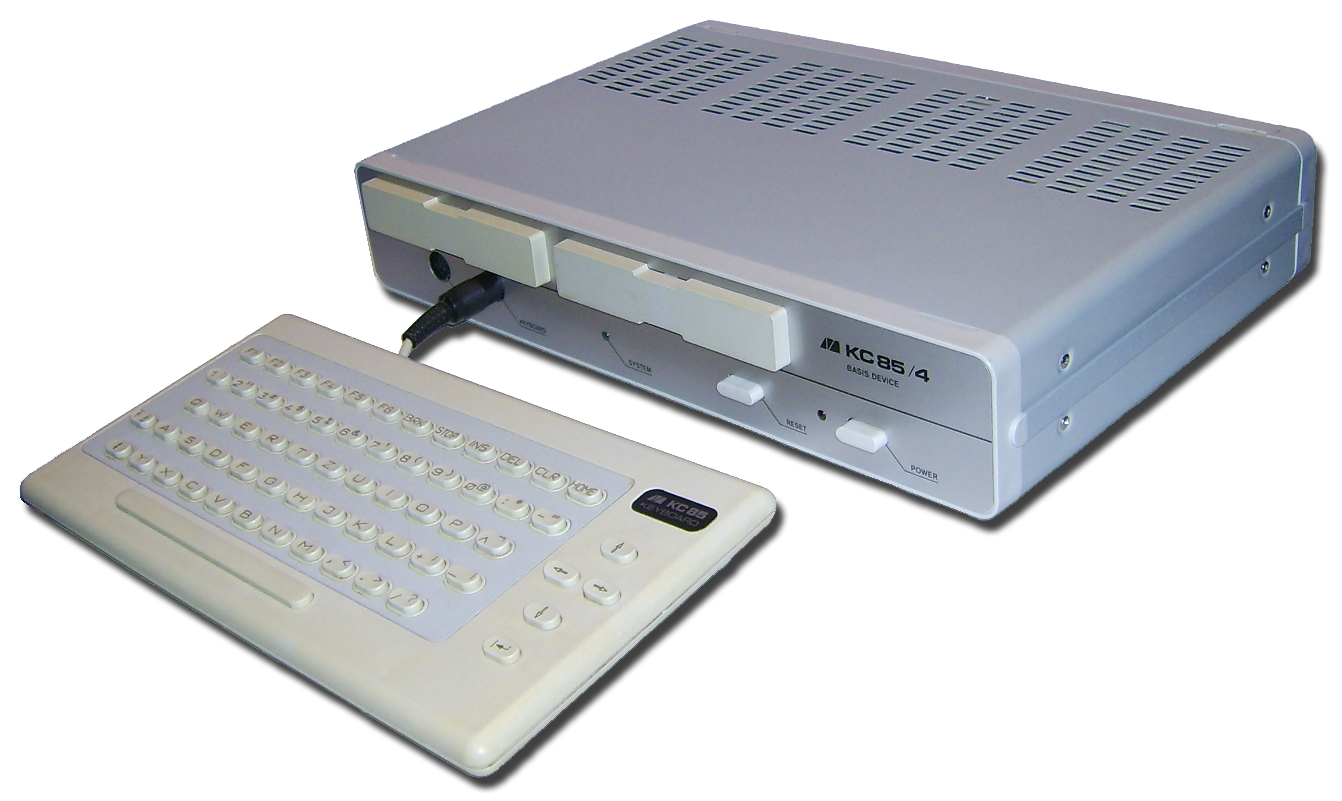
KC 85/4

Die Systemarchitektur des HC 900 war alles andere als perfekt: Die mit Zählerschaltkreisen realisierte Bildschirmansteuerung war mühsam zu programmieren. Wesentliche Systemfunktionen wurden mit PIOs (z. B. Bankswitching) und CTCs (Kassetteninterface, Blinken, Tonausgabe) realisiert. Die Tonerzeugung etwa erfolgte durch zwei CTC-Kanäle mit nachgeschaltetem Flipflop. Extras wie Blitter oder Sprites fehlten ganz. Das Betriebssystem CAOS (Cassette Aided Operating System) und HC-BASIC waren zwar recht komfortabel, aber langsam. Mit dem Mühlhäuser Originalbetriebssystem  dauerte das Scrolling des Bildschirms 0,6 Sekunden und das Löschen des Bildschirms 1,75 Sekunden. Dies verbesserte sich mit dem KC 85/4 deutlich. Die KC 85/2-4 realisierten über Zusatzmodule einige Standard-Schnittstellen wie Centronics für Parallel-Drucker, und serielle Schnittstellen (wie RS232C bzw. V.24). Ab 1989 gab es für die Baureihe Floppy-Disc-Laufwerke als Zusatzgerät, das einen eigenen CP/M-Rechner darstellte und das Basisgerät als Terminal nutzte.

#### HC 900 und KC 85/2
Er basierte auf der 8-bit-CPU U880 (einem Zilog Z80-Klon) mit 1,75 MHz (HC 900 = KC 85/2, KC 85/3) bzw. 1,7734475 MHz (KC 85/4) Prozessortakt. Der typische Anwendungsfall der Mühlhausen-Rechner war ein KC 85/3 mit 32 KB RAM (erweiterbar mit Zusatzmodulen), 16 KB ROM-BASIC, angeschlossenem Kassettenrekorder zur Datenspeicherung und Anschluss an einen als Monitor benutzten Fernseher (über UHF-Modulator, FBAS-Ausgang oder RGB-Ausgang). Dem KC 85/2, er hatte nur 4 KB ROM, fehlten das ROM-BASIC und die Kleinbuchstaben. Der KC 85/4 kam mit 128 KB RAM und verbesserten Grafikmöglichkeiten, die aber durch den Zusammenbruch der DDR kaum noch ausgenutzt wurden. Alle KC 85 aus Mühlhausen waren grafikfähig; die Bildschirmauflösung betrug 320 × 256 Bildpunkte. Allerdings war die „Farbauflösung“ wesentlich geringer: In einem Pixelrechteck von 4 × 8 Pixeln konnte es nur eine Vordergrundfarbe (aus 16 möglichen) und eine Hintergrundfarbe (aus 8 möglichen) geben. Diese Einschränkung verringerte sich beim KC 85/4 auf eine Linie aus 1 × 8 Pixeln, und zusätzlich konnte ein „echter“ Farbmodus mit 4 Farben und ohne Begrenzung eingeschaltet werden. Erst beim KC 85/4 entfiel die störende Eigenheit der Mühlhäuser KC-Reihe, dass Speicherzugriffe der CPU auf den Bildschirmspeicher Bildstörungen verursachten.

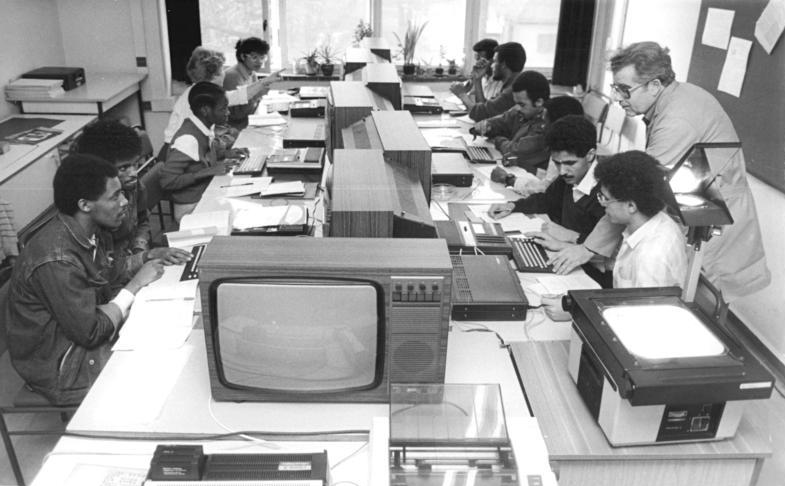
An der Universität Leipzig sammeln Gaststudenten erste Erfahrungen am KC 85/3 (1989)

#### KC 85/3
Die Erweiterung des KC 85/3 waren:
- Statt 4 KB ROM besaß er nun 16 KB ROM
- integrierter BASIC-Interpreter (ca. 10,5 KB)
- erweitertes Betriebssystem CAOS 3.1 mit Befehlen wie DISPLAY, KEY und KEYLIST (ca. 4,5 KB)
- Groß- und Kleinbuchstaben (ASCII 00h ... 7Fh) im ROM verfügbar
- Piezosummer

#### KC 85/4

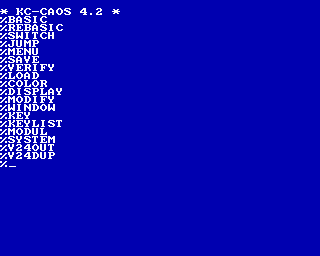
CAOS 4.2 beim KC 85/4

Die wesentlichen Erweiterungen des KC 85/4 waren:
- Erweiterung des ROMs von 16 KB auf 20 KB
- Erweiterung des internen RAMs von 32 KB auf 64 KB
- Andere Organisation des Bildschirmspeichers (damit auf Hardwareebene inkompatibel zu KC 85/2 und KC 85/3)
- Modifikation des Prozessortaktes von 1,75 MHz auf 1,7734475 MHz
- Zugriff auf Bildschirmspeicher ohne Bildstörungen
- Ordentliche Entprellung der RESET-Taste
- Umstellung der Tastaturbuchse von 3,5-mm-Klinke auf DIN
- Größere Textzeichen (Großbuchstaben 7 Zeilen statt 6 Zeilen hoch)

Die größte Umstellung war die Erweiterung (mit einer zum KC 85/2 und KC 85/3 inkompatiblen Organisation) des Bildschirmspeichers:
- Statt 1 Bank mit 16 KB standen 4 Bänke zu je 16 KB zur Verfügung.
- Die 4 Bänke ergaben 2 Bildschirmseiten, zwischen denen umgeschaltet werden konnte.
- Für jede Bildschirmseite wurden je 2 Bänke benutzt.
- Es gab einen 16-Farben-Modus, in dem in einer Bank die Pixel und in der anderen Bank die Vorder- und Hintergrundfarbe für 8 horizontale Pixel stand.
- Es gab einen 4-Farben-Modus, in dem in beiden Bänken je 1 Bit stand, die zusammen die Auswahl einer aus vier Farben ermöglichte.
- Die Organisation des Bildschirmspeichers war wesentlich einfacher: 256 Byte im Bildschirmspeicher beschrieben eine Bildschirmspalte von 8 × 256 Pixeln.

| Eigenschaft                            | KC 85/2 bzw. HC-900 | KC 85/3 | KC 85/4 |
| -------------------------------------- | --- | --- | --- |
| Abmessungen                            | 385 mm × 270 mm × 77 mm | 385 mm × 270 mm × 77 mm | 385 mm × 270 mm × 77 mm |
| Masse                                  | ca. 4,1 kg | ca. 4,1 kg | ca. 4,1 kg |
| Leistungsaufnahme                      | ca. 25 W (ohne Erweiterungen) | ca. 25 W (ohne Erweiterungen) | ca. 25 W (ohne Erweiterungen) |
| CPU                                    | UB 880 D (Zilog Z80 Clone) | UB 880 D (Zilog Z80 Clone) | UB 880 D (Zilog Z80 Clone) |
| Taktfrequenz                           | 1,75 MHz (112 × PAL-Zeilenfrequenz) | 1,75 MHz (112 × PAL-Zeilenfrequenz) | 1,7734475 MHz (0,4 × PAL-Farbträgerfrequenz) |
| RAM-Schaltkreise                       | 16× KR 565 RU 3 G | 16× KR 565 RU 3 G | |
| ROM-Schaltkreise                       | 2× U 2716 C | 2× U 2364 D | |
| RAM                                    | 32 KB | 32 KB | 64 KB |
| ROM                                    | 4 KB | 16 KB | 20 KB |
| für Anwender freier RAM                | ca. 17 KB | ca. 17 KB | ca. 64 KB |
| Bildwiederholspeicher                  | 10 KB Pixel + 2,5 KB Farbe (zusätzlich 1,25 KB für Hinterlegung der dargestellten Zeichen) = 13,75 KB                                                               | 10 KB Pixel + 2,5 KB Farbe (zusätzlich 1,25 KB für Hinterlegung der dargestellten Zeichen) = 13,75 KB                                                               | 2 × (10 KB Pixel + 10 KB Farbe (zusätzlich 1,25 KB für Hinterlegung der dargestellten Zeichen)) = 42,5 KB                                                           |
| Betriebssystem                         | HC-CAOS V2.2 (3,5 KB + 0,5 KB Zeichentabelle) | HC-CAOS V3.1 (4,5 KB + 1 KB Zeichentabelle + 10,5 KB BASIC-Interpreter)                                                                                             | HC-CAOS V4.2, einige wenige noch mit HC-CAOS V4.1 |
| Bildaufbau                             | vollgrafisch, farbig | vollgrafisch, farbig | vollgrafisch, farbig |
| Bildgröße                              | 320 × 256 Pixel | 320 × 256 Pixel | 320 × 256 Pixel |
| Zeichendarstellung                     | je 8 × 8 Pixel, 32 Zeilen (typ. 30 davon genutzt), 40 Spalten | je 8 × 8 Pixel, 32 Zeilen (typ. 30 davon genutzt), 40 Spalten | je 8 × 8 Pixel, 32 Zeilen (typ. 30 davon genutzt), 40 Spalten |
| Vordergrundfarben                      | 16 (inkl. schwarz / weiß), zusätzliches Blinken möglich, Frequenz programmierbar                                                                                    | 16 (inkl. schwarz / weiß), zusätzliches Blinken möglich, Frequenz programmierbar                                                                                    | 16 (inkl. schwarz / weiß), zusätzliches Blinken möglich, Frequenz programmierbar                                                                                    |
| Hintergrundfarben                      | 8 (inkl. schwarz / weiß) | 8 (inkl. schwarz / weiß) | 8 (inkl. schwarz / weiß) |
| Zeichenbildtabellen                    | 1 (Großbuchstaben) | 2 (Groß- und Kleinbuchstaben) | |
| im ROM enthaltene darstellbare Zeichen | 64 | 128 | 128 |
| definierbare Zeichen                   | beliebig viele | beliebig viele | beliebig viele |
| Zeichengenerator                       | durch Software | durch Software | durch Software |
| Bildschirmeinteilung                   | durch Fenster (windows) | durch Fenster (windows) | durch Fenster (windows) |
| gleichzeitig definierbare Fenster      | 1 | 10 | 10 |
| Programmiersprache im ROM              | keine | BASIC (10,5 KB) | BASIC |
| verfügbare Programmiersprachen         | Basic, Forth, Assembler (EDAS + 2 Debugger), Standard-Pascal-Compiler (Stand 1989), Logo, C (Pretty C Compiler), Focal                                              | Basic, Forth, Assembler (EDAS + 2 Debugger), Standard-Pascal-Compiler (Stand 1989), Logo, C (Pretty C Compiler), Focal                                              | Basic, Forth, Assembler (EDAS + 2 Debugger), Standard-Pascal-Compiler (Stand 1989), Logo, C (Pretty C Compiler), Focal                                              |
| Anzahl BASIC-Schlüsselworte            | 94 (Stand 1989) | 107 (Stand 1989) | |
| davon mathematische Funktionen         | 10 (Stand 1989) | 10 (Stand 1989) | |
| davon Zeichenketten-Funktionen         | 10 (Stand 1989) | 10 (Stand 1989) | |
| mathematische Operatoren               | 14 (Stand 1989) | 14 (Stand 1989) | |
| verfügbare CAOS-Unterprogramme         | 54 | 70 | 72 |
| Tonausgabekanäle                       | 2 | 2 | 2 |
| Tonumfang                              | - 5 Oktaven ( max. Samplerate = (CPU-Takt in Hz) / (16 oder 256) / (1 bis 256) ) - programmierbar über U857 (Z80-CTC)                                               | - 5 Oktaven ( max. Samplerate = (CPU-Takt in Hz) / (16 oder 256) / (1 bis 256) ) - programmierbar über U857 (Z80-CTC)                                               | - 5 Oktaven ( max. Samplerate = (CPU-Takt in Hz) / (16 oder 256) / (1 bis 256) ) - programmierbar über U857 (Z80-CTC)                                               |
| Tonausgang                             | - Diodenbuchse zweikanalig, konstanter Pegel - RGB-Ausgang einkanalig, Lautstärkeregelung                                                                           | - Diodenbuchse zweikanalig, konstanter Pegel - RGB-Ausgang einkanalig, Lautstärkeregelung                                                                           | - Diodenbuchse zweikanalig, konstanter Pegel - RGB-Ausgang einkanalig, Lautstärkeregelung                                                                           |
| Tonausgabe im Gerät                    | keine | Piezosummer | Piezosummer |
| Bildausgabe                            | Farb- oder SW-Fernseher bzw. Farb- oder SW-Monitor | Farb- oder SW-Fernseher bzw. Farb- oder SW-Monitor | Farb- oder SW-Fernseher bzw. Farb- oder SW-Monitor |
| Anschlüsse für Bildausgabe             | HF-Modulator (VHF-Kanal 2) ohne Ton, FBAS, RGB | HF-Modulator (VHF-Kanal 2) ohne Ton, FBAS, RGB | HF-Modulator (UHF-Kanal ~36) ohne Ton, FBAS, RGB |
| Fernsehnorm                            | PAL | PAL | PAL |
| Tastenclick                            | – | einstellbar | einstellbar |
| Anzeige 2. Tastaturebene               | – | durch Cursor | durch Cursor |
| Modulsteckplätze                       | 2 | 2 | 2 |
| externe Anschlüsse                     | - Expansion-Interface (Computerbus) - Diodenbuchse für Rekorder - RGB und FBAS - Tastaturbuchse                                                                     | - Expansion-Interface (Computerbus) - Diodenbuchse für Rekorder - RGB und FBAS - Tastaturbuchse                                                                     | - Expansion-Interface (Computerbus) - Diodenbuchse für Rekorder - RGB und FBAS - Tastaturbuchse                                                                     |
| Datenaufzeichnung auf Band             | Diphase-Verfahren, kompatibel zu KC 85/1 und KC 87 | Diphase-Verfahren, kompatibel zu KC 85/1 und KC 87 | Diphase-Verfahren, kompatibel zu KC 85/1 und KC 87 |
| Aufzeichnungsgeschwindigkeit           | - brutto etwa 1200 Baud - netto etwa 1.000 Baud | - brutto etwa 1200 Baud - netto etwa 1.000 Baud | - brutto etwa 1200 Baud - netto etwa 1.000 Baud |
| Blocknummer                            | 1 Byte Blocknummer (Z80-Programme: beginnend ab 00h, letzter Block 0FFh, BASIC-Programme: beginnend ab 01h, letzter Block durch Zeilennummer 65535 gekennzeichnet). | 1 Byte Blocknummer (Z80-Programme: beginnend ab 00h, letzter Block 0FFh, BASIC-Programme: beginnend ab 01h, letzter Block durch Zeilennummer 65535 gekennzeichnet). | 1 Byte Blocknummer (Z80-Programme: beginnend ab 00h, letzter Block 0FFh, BASIC-Programme: beginnend ab 01h, letzter Block durch Zeilennummer 65535 gekennzeichnet). |
| Blocklänge                             | immer 128 Byte Daten, letzter Block mit Füllbytes aufgefüllt | immer 128 Byte Daten, letzter Block mit Füllbytes aufgefüllt | immer 128 Byte Daten, letzter Block mit Füllbytes aufgefüllt |
| Datensicherung                         | Prüfsumme 1 Byte je Block (Summe aller Datenbytes exklusive der Blocknummer)                                                                                        | Prüfsumme 1 Byte je Block (Summe aller Datenbytes exklusive der Blocknummer)                                                                                        | Prüfsumme 1 Byte je Block (Summe aller Datenbytes exklusive der Blocknummer)                                                                                        |
| Datensynchronisation                   | durch Trennzeichen | durch Trennzeichen | durch Trennzeichen |
| Übertragungsfrequenzen                 | - logisch 0: Vollschwingung 2400 Hz - logisch 1: Vollschwingung 1200 Hz - Trennzeichen: Vollschwingung 600 Hz                                                       | - logisch 0: Vollschwingung 2400 Hz - logisch 1: Vollschwingung 1200 Hz - Trennzeichen: Vollschwingung 600 Hz                                                       | - logisch 0: Vollschwingung 2400 Hz - logisch 1: Vollschwingung 1200 Hz - Trennzeichen: Vollschwingung 600 Hz                                                       |
| Byte-Aufbau:                           | 1 Trennzeichen (600 Hz), 8 Nutzbits (1200 oder 2400 Hz) | 1 Trennzeichen (600 Hz), 8 Nutzbits (1200 oder 2400 Hz) | 1 Trennzeichen (600 Hz), 8 Nutzbits (1200 oder 2400 Hz) |
| Block-Aufbau:                          | 160 Trennzeichen (600 Hz), Block-Byte, 128 Nutz-Bytes, Prüfbyte | 160 Trennzeichen (600 Hz), Block-Byte, 128 Nutz-Bytes, Prüfbyte | 160 Trennzeichen (600 Hz), Block-Byte, 128 Nutz-Bytes, Prüfbyte |

### Erweiterungsmodule
Es gab eine Vielzahl von Erweiterungsmodulen für die KC 85/2-4.
Erkennen konnte man die Module durch Lesen vom I/O-Port xx80, wobei xx für die Nummer des Modulsteckplatzes steht. Im Basis-Gerät D001 standen die Modulsteckplätze 08 und 0C zur Verfügung. In Erweiterungsaufsätzen D002 standen vier weitere Steckplätze zur Verfügung (10, 14, 18 und 1C, umschaltbar auch auf andere Adressen).
Durch Lesen vom Port xx80 erhielt man die „Strukturbyte“ genannte Modul-Kennung:
- E7: M010 ADU (1 8-bit A/D-Wandler C570C mit 4 umschaltbaren Eingängen) – Schaltplan
- EE: M003 V24 (2 serielle Schnittstellen)
- EF: M001 Digital In/Out (16 parallele Ein/Ausgänge sowie CTC-Anschlüsse)
- F4: M022 16 KB RAM, wird beim Kaltstart automatisch auf Adresse 4000 geschaltet
- F6: M011 64 KB RAM
- F7: M025 8 KB User PROM
- F8: 16 KB User PROM
- FB: M027 Development (Editor + Assembler + Debugger)
- FC: M006 BASIC-Interpreter für den KC 85/2
- FF: kein Modul oder Modul ohne Kennung
- und noch viele andere

Damit war ein gewisses Maß von Plug and Play realisierbar.
Durch Schreiben auf diese Adresse konnte man Module aktivieren und konfigurieren:
- Bit 0 aktivierte üblicherweise ein Modul, d. h. die eigentlichen Bausteine (RAM, ROM oder Peripherie) werden adressierbar
- Bit 1 aktivierte das Schreiben auf ein Modul (betrifft nur RAM-Module),
- die höherwertigen Bits legten meist die Basisadresse bzw. das Rotieren der Adressen fest (16 KB, 64 KB).

### Aufsätze
- Gehäuseaufsatz Busdriver D002 mit eigenem Netzteil, konnten je Gerät weitere 4 Zusatzmodule aufnehmen.

- Floppy Disk Basis D004 mit eigenem Netzteil, enthielt eine UA880-CPU mit 4 MHz Systemtakt und 64 KB RAM und konnte bis zu vier 800 KB Floppylaufwerke (Floppy Disk Drive, in weiterem Aufsatz) betreiben. Eigentlich ist der D004 ein vollständiger CP/M-Rechner, der nur noch Eingabe/Ausgabe über das Basisgerät D001, das quasi als Terminal diente, abwickelte (es gab allerdings auch eine Betriebsart, in der das CAOS im KC den D004 nur als schnellen Massenspeicher benutzte).

### Monitore
Als Monitor kam häufig das Schwarz-Weiß-Fernsehgerät Junost-402B zum Einsatz. Das Gerät verfügte nur über einen Antenneneingang.
Die Bildqualität war sehr mäßig, Buchstaben waren mit störenden Geisterbildern versehen. Der HF-Ausgang lieferte keinen Ton und keinen Tonträger; der Lautstärkesteller am Fernsehgerät musste auf Linksanschlag gestellt werden, um das kräftige Rauschen zu unterdrücken.
Über einen Steckverbinder an der Rückseite waren weitere Signale verfügbar:
- FBAS
- RGB (dazu obiges FBAS-Signal als Composite Sync)
- Mono-Ton, gemischt aus den beiden Rechtecktongeneratoren, mit gemeinsamer 16- bzw. 32-stufiger Lautstärkebeeinflussung

Sie erlaubten den Anschluss von Fernsehgeräten mit FBAS-Eingang (was eine mittlere Qualität ermöglichte) oder mit RGB-Eingang.
Da die meisten Fernsehgeräte solche Eingänge aber nicht besaßen, musste man
- sich mit dem HF-Eingang begnügen
- oder bei einigen Geräten war eine Erweiterung möglich (Einbau-Modul) z. B. im RFT Colormat 4001 oder robotron RC 6073
- ab Anfang 1989 tauchten erste Geräte mit RGB-Eingang auf: RFT Color 40, robotron RC 9140
- prinzipiell ist der Anschluss eines Analog-RGB-Monitors (Commodore 1084S) möglich, wenn dieser Composite-Sync unterstützt oder man HSYNC/VSYNC von der Hauptplatine abgreift.

### Massenspeicher

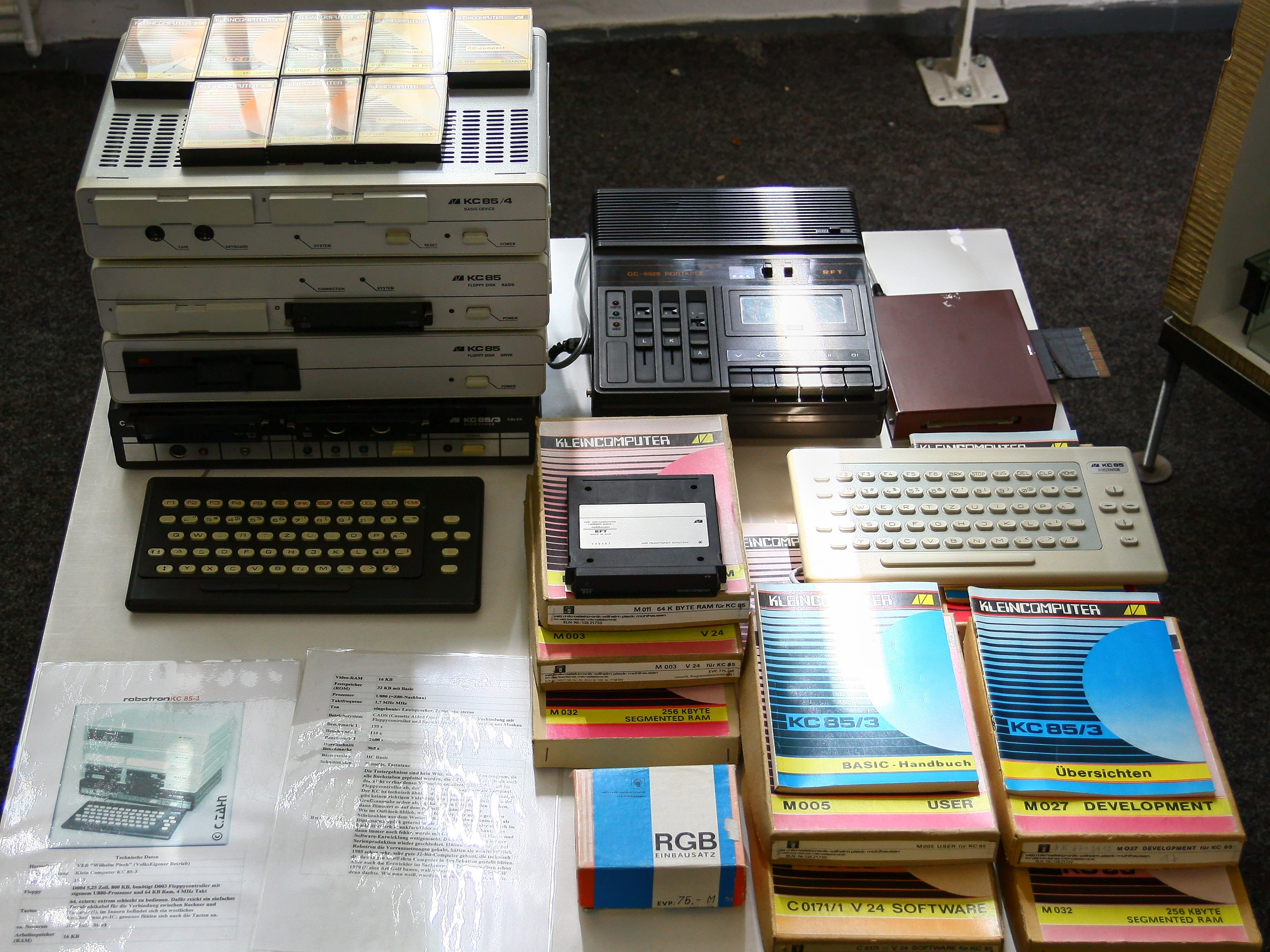
KC 85/3 mit Dokumentationen, Software-Cassetten und Peripherie-Geräten u. a. dem GC6020 als Massenspeicher

Als Massenspeicher kamen im Wesentlichen Kassettenrekorder, insbesondere im VEB Elektronik Gera hergestellte Kassettenrekorder der Marke Geracord GC 6000, GC 6010 oder GC 6020 zum Einsatz. Wichtig war vor allem die einfache Erreichbarkeit der Azimut-Justierschraube.
Obwohl die Aufzeichnungsfrequenzen mit 600 Hz bis 2.400 Hz recht niedrig waren (man kann das Signal per Telefon übertragen), so war die Azimutjustierung verschiedener Geräte häufig recht unterschiedlich. Ein weiteres Problem war die Drop-out-Rate von Kassetten aus dem VEB ORWO Wolfen.
Es gab einige Ansätze, dies zu beschleunigen:
- verschiedene Turbolader, teils als reine Software-Lösung, teils als Hardwarelösung
- Kommunikation per V.24 mit Computern, die andere Massenspeicher besaßen (bis 57600 bps)
- Anschluss eines Diskettenlaufwerks

## Software

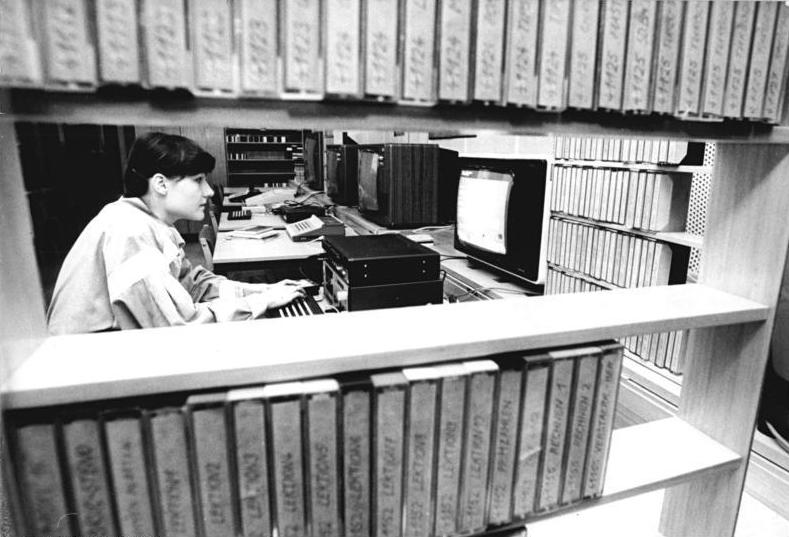
Die erste Softwarebibliothek wurde 1989 in Dresden eröffnet

### Programmiersprachen
Die KC 85/2-4 konnte in Maschinensprache und (vor dem KC 85/3 nur mit einem Zusatzmodul oder RAM-BASIC von Kassette) auch mit einem BASIC-Dialekt programmiert werden, der deutlich reichhaltiger war als etwa das BASIC im C64. Im Gegensatz zu den meisten Heimcomputern startete das System immer mit dem Betriebssystem CAOS (eher ein besserer Monitor); BASIC musste aus diesem Monitor explizit aufgerufen werden, sofern es überhaupt im ROM vorhanden war. Die Monitorkommandos konnten durch Assemblerprogrammierer sehr einfach erweitert werden.
Weitere, aber wenig verbreitete Programmiersprachen für die Kleincomputer waren Pascal und Forth. In den letzten Jahren der DDR wurde ein Diskettenaufsatz für diese Rechner gebaut. Damit konnte dann auch CP/M (Mühlhausens Name dafür: „MicroDOS“) und Software dafür benutzt werden.
Auch für die KC 85/2-4 gab es die Programmiersprache BASICODE. Sie ist ein für eine Reihe von Computern kompatibler BASIC-Dialekt, wobei Programme für BASICODE auch im Rundfunk übertragen wurden.

### Textverarbeitung
Es standen im Wesentlichen zwei Textverarbeitungsprogramme zur Verfügung
- TEXOR: Arbeitete mit einem 40 × 32-Zeichenbildschirm und 8 × 8 Pixel großen Zeichen
- Wordpro: Arbeitete mit einem 80 × 32-Zeichenbildschirm und 4 × 8 Pixel großen Zeichen

### Spiele
Im Wesentlichen gab es zwei Kategorien von Spielen:
- Spiele geschrieben in BASIC
  - Häufig wurde die Zeichentabelle umdefiniert, um die notwendigen Grafikausgaben in brauchbarer Geschwindigkeit zu ermöglichen.
- Spiele geschrieben in Maschinensprache
  - Komplexere und schnellere Spiele, z. Bsp. Video Chess-Master

## Hobbyprojekte rund um die KC 85/2-4

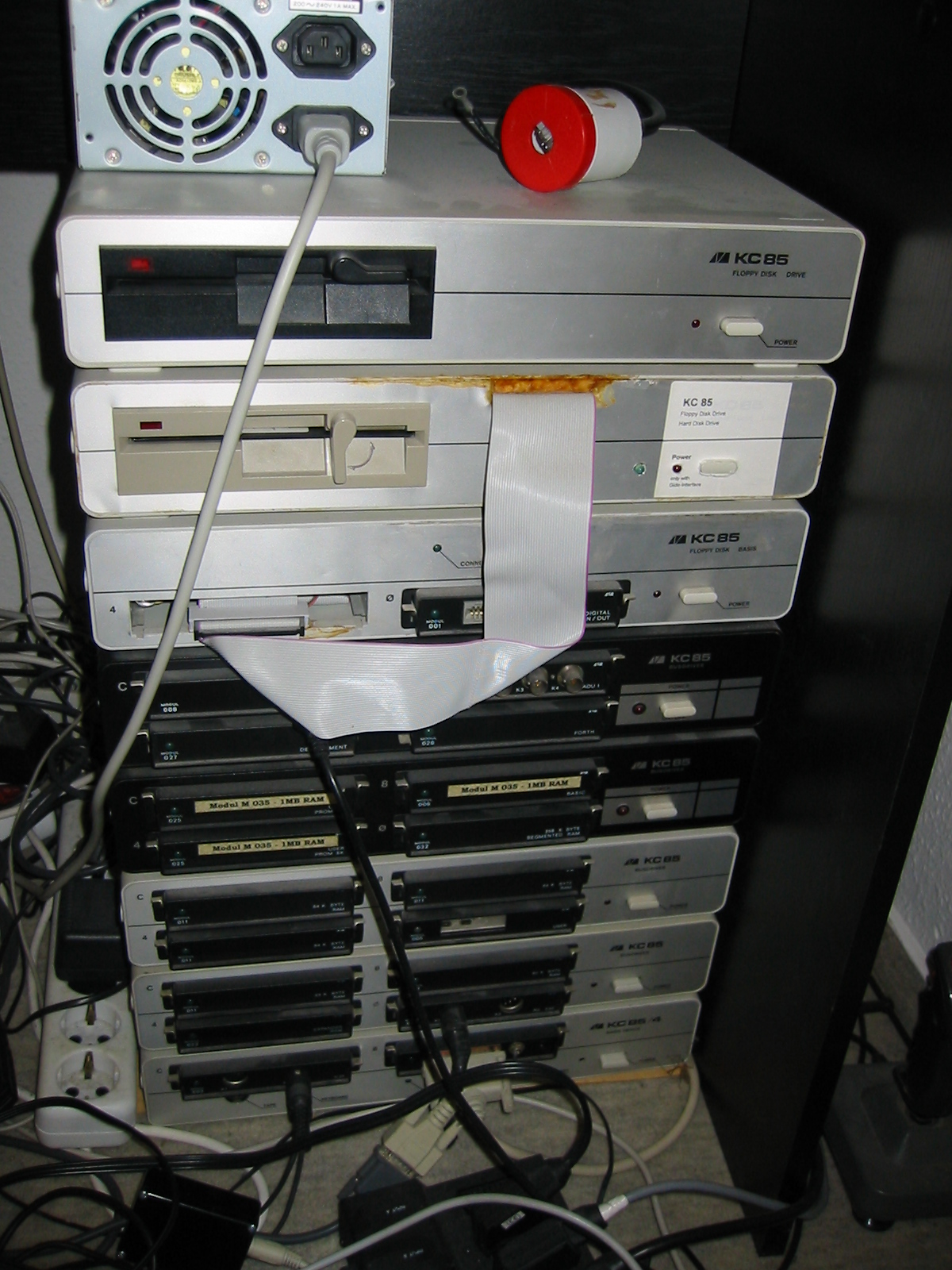
KC 85/4 Turm mit Festplatte

Beliebte Eigenbauprojekte waren/sind:
- Anschluss einer anderen Tastatur
- RAM-Disk
- Schnittstellenmodule
- Textsysteme
- Anschluss von elektronischen Schreibmaschinen als Tastatur und Drucker (zum Beispiel Erika Typenradschreibmaschine S3004, 3005, 3006, 3015 und 3016)
- Anschluss eines 3,5" Floppylaufwerkes
- Nutzung einer Festplatte mittels GIDE-Interface[2]
- Scannermodul M051
- Netzwerk/USB-Modul M052
- Projekt: KC 85 Recorder (Kassetten-Recorder-Ersatz)[3]
- KC 85/4 VGA-Anschluss[4]

Das CAOS-Betriebssystem erfährt regelmäßig Weiterentwicklung. Auch gibt es für das mit der Diskettenerweiterung gelieferte CP/M neu entwickelte Versionen.
An einer grafischen Bedienoberfläche wird gearbeitet.
Außerdem gab es Modellversuche, industrielle Steueraufgaben (Speicherprogrammierbare Steuerung, SPS) für Lehrzwecke mit den Kleincomputern zu realisieren.
Auf der Breakpoint 2009 wurde der KC 85/4 für eine Demo benutzt.

### KC 85/5
Die Leiterplatte des KC 85/4 war zum Fertigungszeitpunkt bereits für die Nutzung leistungsfähigerer Speichertypen vorbereitet. Der Einsatz dieser Speicher wurde aber bis zur Einstellung der Serie vom Hersteller nicht mehr realisiert. Die verbauten 64 Kbit-DRAMs können somit aber leicht gegen 256 Kbit-Typen ausgetauscht werden. Auch die CAOS- und BASIC-ROMs können durch größere Typen mit weiterentwickelten Programmversionen ersetzt werden, ohne dass an der Originalhardware weitere Änderungen notwendig sind. Ein so aufgerüsteter KC 85/4 wird gemeinhin als KC 85/5 bezeichnet.

## Verschiedenes

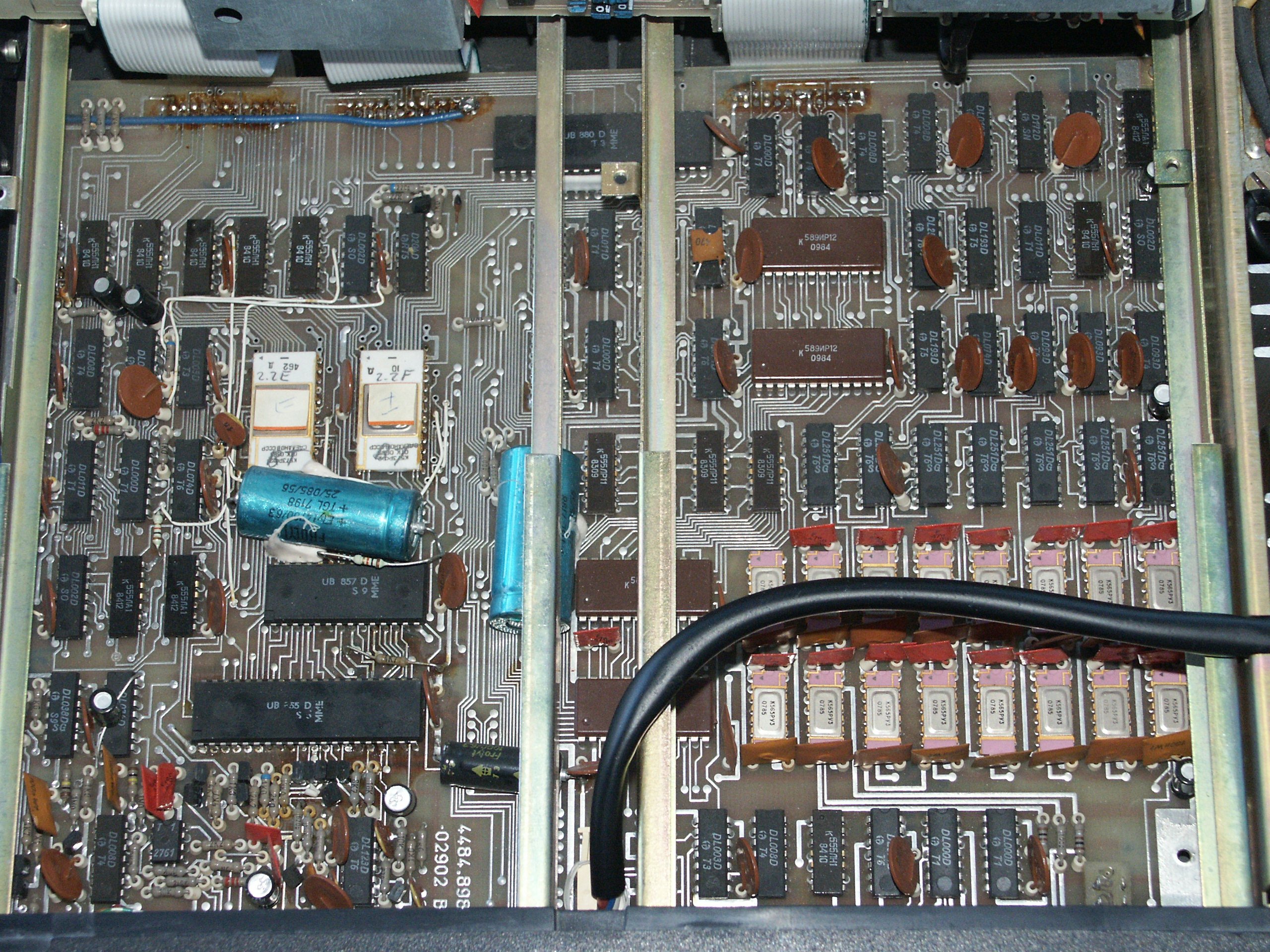
Hauptplatine des KC 85/2

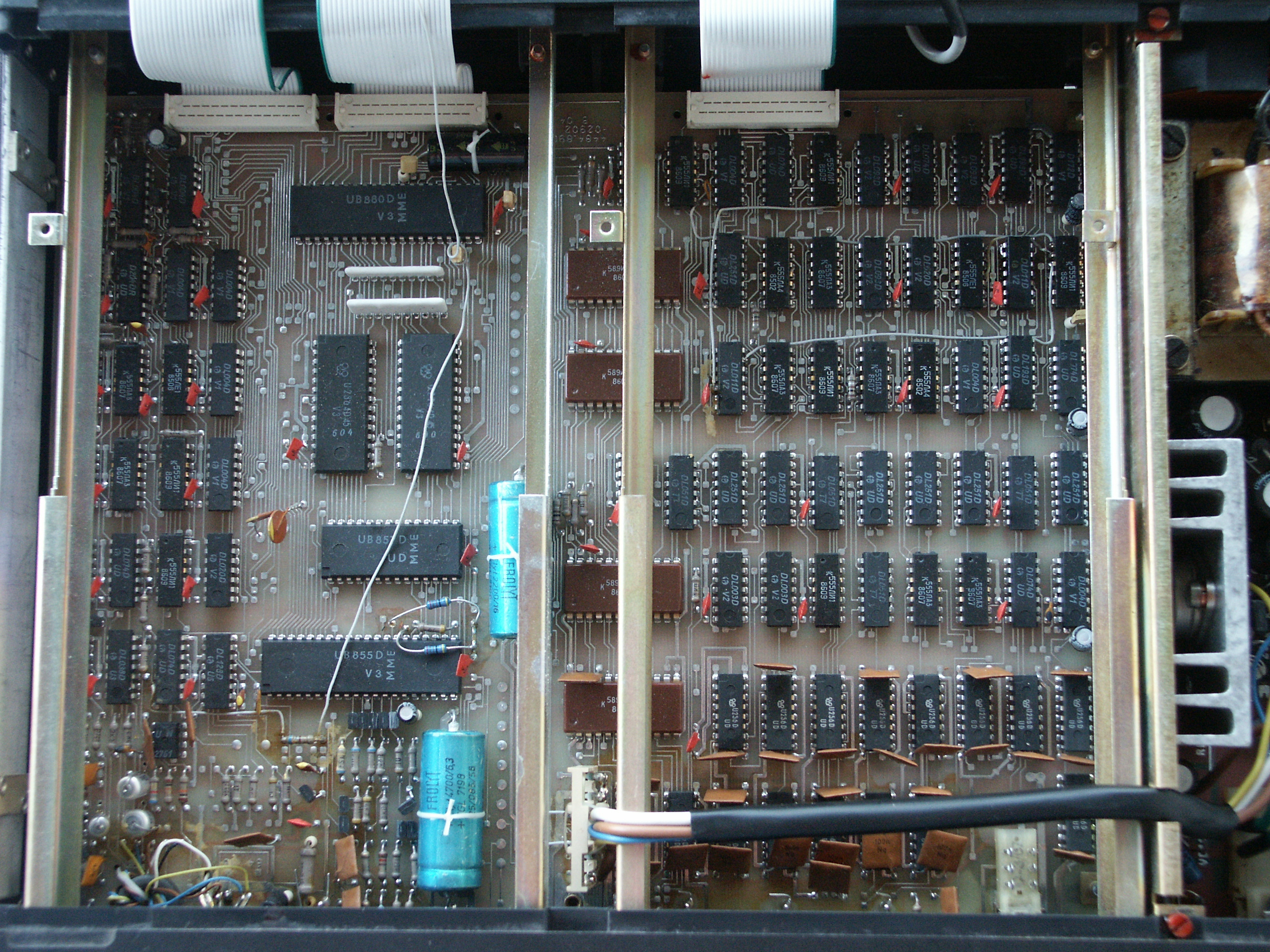
Hauptplatine des KC 85/3

- Schaltpläne: Die Schaltbilder waren offengelegt, was zu zahlreichen Zusatzschaltungen und Programmen führte. Besonders nahm sich die Zeitschrift Funkamateur der Kleinrechner an. Sie veröffentlichte Schaltungen, Listings und Informationen über Computerclubs. Weitere Schaltungen und Hinweise erschienen in den Zeitschriften Practic und radio fernsehen elektronik.
- Thermische Probleme: Die KC 85/2-4 hatte keinen Lüfter. Sommerliche Zimmertemperaturen oder kontaktierte Module mit erhöhtem Strombedarf konnten das Netzteil des Rechners zeitweise überlasten. Das System arbeitete dann instabil.
- Reset zum Ersten: Durch ein Feature im ROM des KC 85/3 war es möglich, auf RESET hin den Hauptspeicher zu löschen. Da dieses Feature auf Grundlage eines einzigen Bits erfolgte (Bit 7 von (IX + 7), wobei IX vor der Abfrage nicht initialisiert wurde), wurde der Hauptspeicher bei Abstürzen oft unabsichtlich gelöscht.
- Reset zum Zweiten: Da man im ROM vergaß, den Stackpointer vor dem Aufruf der ersten Unterfunktion zu initialisieren, konnte man das Reset bei präpariertem Stackpointer abfangen. Allerdings konnte man dann den Unterprogramm-Stack der CPU für die Befehle POP/PUSH/CALL/RET und für Interrupts nicht mehr benutzen.
- Reset zum Dritten: Das Reset war beim KC 85/2 und KC 85/3 nicht ordentlich entprellt, so dass es Fehler beim Refresh des DRAMs beim Reset geben konnte.
- Drucker: Grafikfähige Nadeldrucker wurden in der DDR zwar produziert, waren über den freien Handel aber kaum erhältlich. Die meisten Exemplare wurden in die Bundesrepublik Deutschland exportiert und dort unter der Quelle-Marke Privileg vertrieben. Die ebenfalls in der DDR gebauten elektronischen Typenradschreibmaschinen Erika S3004, 3005, 3006, 3015 und 3016 ließen sich auch als Drucker nutzen. Durch ausdauernde Programmierung ('.' und eine Menge Mikroschritte waren involviert) konnten auch damit Grafiken gedruckt werden.
- HF-Abstrahlung Der Empfang von UKW-Sendern wurde in der Umgebung der Rechner massiv gestört. Viele Funktionen erzeugten charakteristische Störungen (Bildschirmlöschen, Menü anzeigen, Bildschirm rollen).
- Rem: Im Rundfunk der DDR gab es eine gefragte Computersendung „Rem“. Neben Programmierkursen („Basic für Fortgeschrittene“) und Tipps und Tricks war das Besondere darin, dass über den Äther Software ausgestrahlt wurde. Die Bits und Bytes wurden mit Hilfe der Frequenzmodulation und Pulsmodulation in hörbare Geräusche umgewandelt, welche mittels Kassettenrekorder mitgeschnitten und später in den KC geladen werden konnten.

## Weitere Kleincomputer aus der DDR
- Z 9001 bzw. KC 85/1 und Z 9002 bzw. KC 87: Der KC 85/1 (identisch mit Z 9001) wurde von Robotron mit den Erfahrungen des sich im A 5120 bewährten K 1520-Systems entwickelt und gebaut. Er hatte bis auf den mit 2,5 MHz getakteten Prozessor, den BASIC-Dialekt und das Format für die Datenspeicherung auf Kassetten kaum etwas mit den Mühlhausen-KCs gemeinsam. Der KC 87 war ein verbesserter KC 85/1 mit BASIC im ROM. Diese Rechner gab es auch mit Farboption mit RGB-Ausgang, sie boten allerdings keine Pixelgrafik, sondern nur Textmode-Pseudografik. Die Tastatur war im Basisgerät eingebaut und bestand aus winzigen Tasten mit schreibmaschinenähnlichem Abstand, die sehr mühsam zu bedienen war.
- Z1013: Bausatz (RAM-Basic, Assembler, Flachfolientastatur, Anschluss für Schwarz-Weiß-Fernseher, Zusatzmodule)
- LC80: (LC von LernComputer) Einplatinenrechner, nur Maschinensprache, nur mit Taschenrechnertastatur und 7-Segment-LED
- POLY880: Lerncomputer für den Einsatz als Lernmaschine an allgemein bildenden Schulen
- KC compact: Das Geschenk zum 40. Republikgeburtstag, sehr geringe Stückzahlen, CPC-Clone; kam mit einer ordentlichen, ins Gehäuse integrierten Tastatur, Gehäuse und Tastatur (nicht aber die Elektronik) wurden vom BIC A 5105 übernommen, da Ende 1989 die hierfür bei Robotron vorhandenen Anlagen für 1 Mio. Mark nach Mühlhausen verkauft wurden. Später wurden von Mühlhausen eine darauf basierende Komfort-Tastatur D005 für den KC 85/4 angeboten.